# Supersypnoides hercules
Supersypnoides hercules är en fjärilsart som beskrevs av Butler 1881. Supersypnoides hercules ingår i släktet Supersypnoides och familjen nattflyn. Inga underarter finns listade i Catalogue of Life.